# Alvina
Alvina är ett forntyskt kvinnonamn som är bildat av ord som betyder ädel och vän. Den maskulina formen är Alvin.
Totalt bär 878 kvinnor namnet Alvina, varav 348 kvinnor bär det som tilltalsnamn (31 december 2019). Medelåldern för tilltalsnamnet Alvina är 12 år.  Alvina har inofficiell namnsdag den 3 september.
Namnsdag i Sverige: saknas (1986-1992: 21 juni). Antal nyfödda som fick namnet Alvina år 2019 uppgick till 16 flickor. 
Namnet är tidigast belagt år 1811. Den starkaste tidsperioden för namnet var under 1900-1909.